# Becke Moui
Becke Moui ist eine Siedlung im Parish Saint David, an der Südküste von Grenada.

## Geographie
Die Siedlung liegt an der Nordküste der Westerhall Bay, nördlich der Halbinsel Westerhall.
Nordöstlich der Siedlung liegt die Good Shepherd-Catholic Church.